# Yamaha RD 80 LC
Die Yamaha RD 80 LC ist ein Leichtkraftrad des japanischen Motorradherstellers Yamaha Motor.

## Geschichte
Die wassergekühlte RD 80 LC-1 erschien 1982 als Nachfolgemodell der luftgekühlten Yamaha RD 80 MX. Wegen ihrer zu kurzen Sitzbank war die LC-1 in Deutschland nur für eine Person zugelassen. Deswegen verkaufte sich das Modell nur schlecht, und bald wurde es zu sehr günstigen Preisen angeboten. Später lieferte Yamaha kostenlos eine Austauschsitzbank, auf der zwei Personen (unbequem) Platz finden konnten, samt zweiten Fußrasten und Gutachten nach. Von der LC-1 wurden in Deutschland nur 4260 Stück zugelassen.
1983 erschien, sowohl mit Lenkerverkleidung als auch Bugspoiler ausgestattet, die größere RD 80 LC-2, die von Beginn an für zwei Personen zugelassen war und auf der RD 125 LC basiert. In dieser Ausführung wurde sie bis mindestens Ende 1987 unverändert und ausschließlich in weiß oder schwarz angeboten.

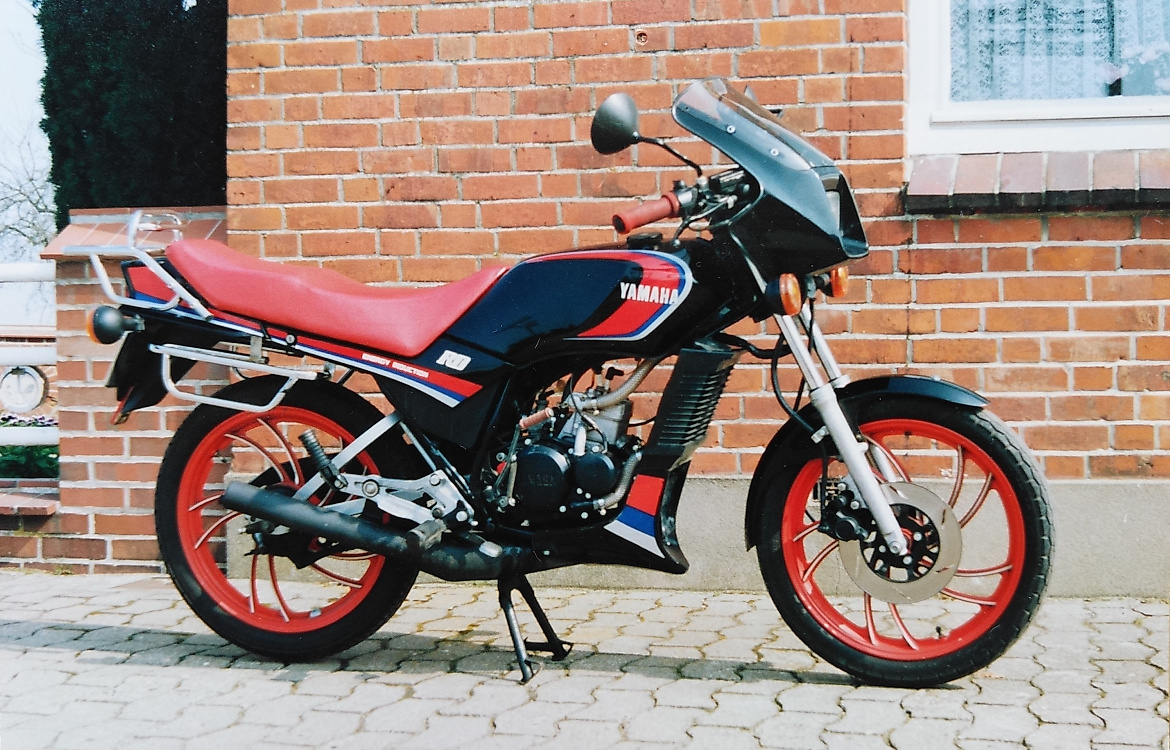
Leichtkraftrad Yamaha RD 80 LC-2

## Technik
Die RD 80 LC ist ein Leichtkraftrad mit wassergekühltem Zweitaktmotor sowie einem Kickstarter. Sie hat vorn eine geschlitzte Scheibenbremse, hinten eine Trommelbremse. Es gab die folgenden Modelle:
- Typ 10X (Yamaha RD 80 LC-1, Baujahr 1982–1984), 6 kW / 8,2 PS, Einsitzer, Höchstgeschwindigkeit 80 km/h, 6-V-Elektrik
- Typ 30W (Yamaha RD 80 LC-2, Baujahr 1983–1987), 7,2 kW / 9,8 PS, Zweisitzer, Höchstgeschwindigkeit 80 km/h, 12-V-Elektrik

Von der RD 125 LC stammt auch das Yamaha-Energy-Induction-System YEIS, ein externes Reservoir, das durch einen Schlauch mit dem Einlasskanal verbunden ist. Das Gemisch sollte so mit höherer und gleichmäßigerer Geschwindigkeit in den Brennraum gelangen, um die Füllung zu verbessern. Yamaha sprach von 10 % Kraftstoffersparnis und mehr Drehmoment bei niedrigen Drehzahlen. Weiterhin hatten beide Ausführungen der RD 80 LC das Autolube-System, das Mischungstanken überflüssig machte, eine wartungsfreie Hochspannungskondensatorzündung (CDI) und eine Cantilever-Kastenschwinge mit Zentralfederbein.